# Памфил (сын Эгимия)
Памфи́л (др.-греч. Πάμφιλος) — персонаж древнегреческой мифологии. Сын Эгимия. Убит в войне Гераклидов за Пелопоннес. По другой версии, женат на Орсобии, дочери Деифонта. Его именем названа одна из фил Спарты.